# NGC 7607
NGC 7607 ist ein Doppelstern im Sternbild Pegasus knapp nördlich des Himmelsäquators. Das Objekt wurde am 5. August 1880 vom deutschen Astronomen Wilhelm Tempel entdeckt und fälschlicherweise in den NGC-Katalog aufgenommen. Außerdem wurde das Objekt am 30. Oktober 1886 vom französischen Astronomen Guillaume Bigourdan wiederentdeckt und im Index-Katalog als IC 1480 eingetragen.